# Ксения Александровна
Ксе́ния Алекса́ндровна (25 марта [6 апреля] 1875 года, Санкт-Петербург — 20 апреля 1960 года, Виндзор, Великобритания) — великая княгиня Российской империи из дома Гольштейн-Готторп-Романовых, старшая дочь императора Александра III и сестра Николая II.

## Биография

### Ранние годы
Ксения Александровна родилась 25 марта (по старому стилю) 1875 года в Санкт-Петербурге. Она была четвёртым ребёнком, и старшей дочерью императора Александра III и императрицы Марии Фёдоровны.
Детство и юность великой княжны прошли в Гатчине в Большом Гатчинском дворце, где предпочитали жить её родители. Она была любимицей матери, да и внешне походила на свою «дорогую Мама́».

«Самое большое достоинство — личный шарм — она унаследовала от матери, императрицы Марии Фёдоровны. Взгляд её дивных глаз так и проникал в душу, её изящество, доброта и скромность покоряли всякого».— князь Феликс Феликсович Юсупов

### Брак

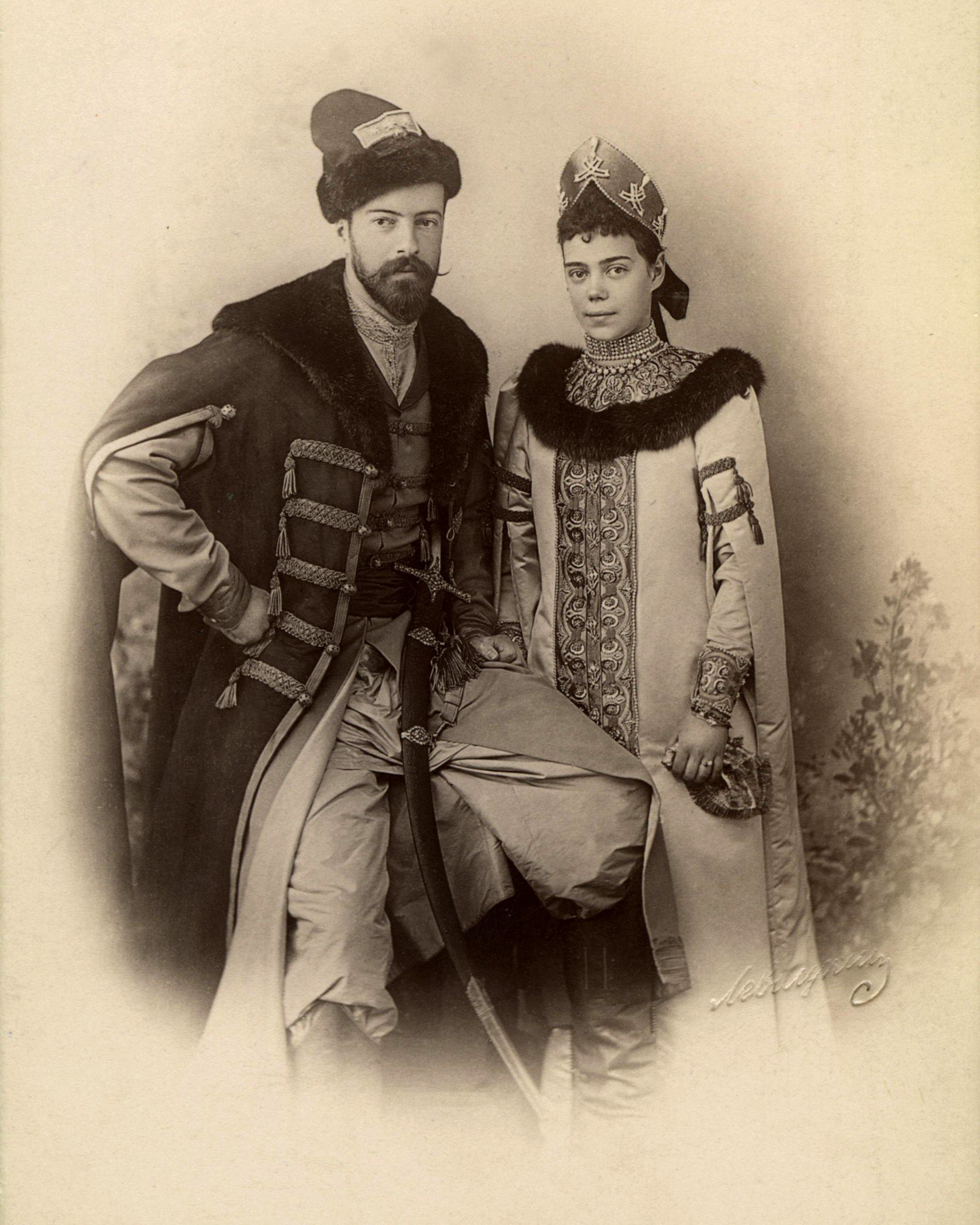
Александр Михайлович и Ксения Александровна, 1894 год

Первой и единственной любовью Ксении стал великий князь Александр Михайлович (Сандро), который дружил с её братьями и часто бывал в Гатчине. Она была «без ума» от высокого, стройного брюнета, считая, что он лучше всех на свете. Свою любовь она хранила в тайне, поведав о ней лишь старшему брату, будущему императору Николаю II, другу Сандро. Александру Михайловичу Ксения приходилась двоюродной племянницей (по прямой мужской линии через российского императора Николая I) и четвероюродной сестрой (через Карла Людвига Баденского). По традиции, княжны императорского дома выходили замуж за иностранных принцев. Родственные браки внутри семьи Романовых не приветствовались, поэтому родители не сразу согласились на этот союз.
В январе 1893 года 27-летний великий князь Александр Михайлович попросил у Александра III руки княжны. Родители согласие дали с условием отложить свадьбу до восемнадцатилетия Ксении. Возражавшую против этого брака императрицу Марию Фёдоровну уговорил дать согласие отец Александра великий князь Михаил Николаевич. В начале 1894 года Ксения получила согласие своих родителей на брак с великим князем Александром.
25 июля 1894 года в Петергофе состоялось венчание в церкви Большого Петергофского дворца. Затем молодожёны проследовали в Ропшинский дворец.
20 октября (1 ноября) 1894 года в Крыму в Ливадийском дворце скончался Александр III.
3 июля 1895 года на Собственной Ея Императорского Величества даче «Александрия» (Петергоф) Ксения Александровна родила первенца — дочь Ирину. Всего за первые 13 лет супружества она родила 7 детей: дочь и шестерых сыновей.
Великая княгиня Ксения беззаветно любила своего мужа, принимая все его интересы. Бывая с мужем за границей, Ксения посещала с ним все те места, которые можно было бы считать «не вполне приличными» для царской дочери, даже испытывала фортуну за игровым столом в Монте-Карло.
Однако супружеская жизнь великой княгини не сложилась. У мужа появились новые увлечения. Несмотря на семерых детей, брак фактически распался. Но на развод с великим князем Ксения Александровна не согласилась. Любовь к отцу своих детей она, несмотря ни на что, сумела сохранить до конца своих дней, искренне переживала его кончину в 1933 году.
22 января 1903 года Ксения Александровна вместе с супругом участвовала в костюмированном бале в честь 290-летия дома Романовых.

### 1904-1914
27 января (9 февраля) 1904 года Николай II манифестом сообщил о начале войны с Японией.

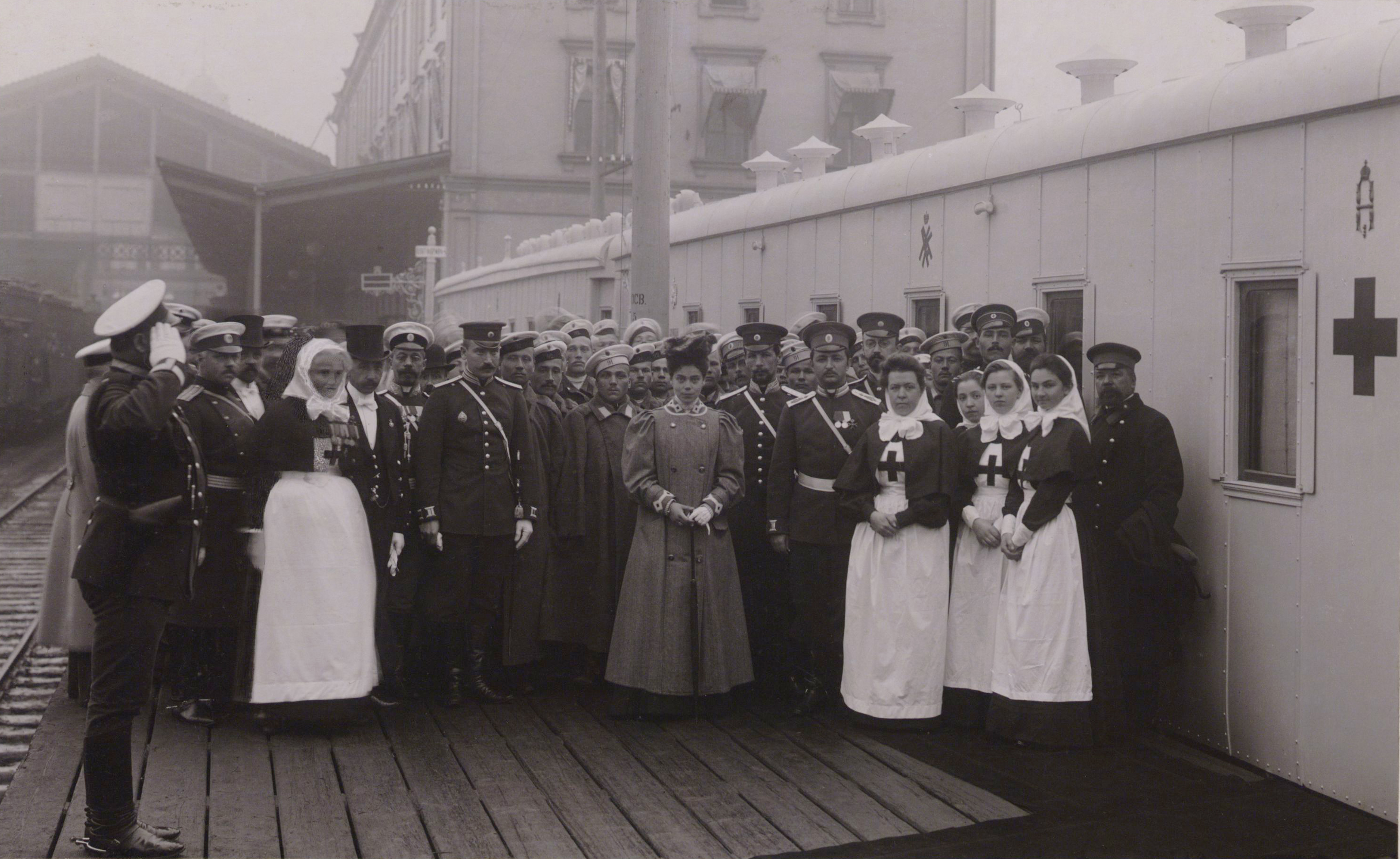
Ксения Александровна с командой своего военно-санитарного поезда, отбывшего на Дальний Восток, 16 (29) августа 1905 года

В феврале 1905 года в Москве был убит террористом дядя Ксении Александровны, младший брат её отца — Сергей Александрович, занимавший должность московского генерал-губернатора.
В октябре 1912 года, когда Ксения Александровна находилась в Копенгагене, стало известно о том, что её младший брат Михаил Александрович в Вене вступил в морганатический брак. Это произошло за несколько месяцев празднования 300-летнего юбилея дома Романовых.
В 1913 году в честь Ксении Александровны была названа бухта Ксении (Баренцево море, архипелаг Новая Земля), название было присвоено участниками экспедиции Г. Я. Седова.

### Первая мировая война и революция
Во время Первой мировой войны Ксения Александровна вела активную деятельность в сфере милосердия. Имела персональный временный военно-санитарный поезд, с командой которого неоднократно выезжала на места боевых действий. В Петрограде создала и возглавляла госпиталь для раненых и выздоравливающих. Революция застала Великую княгиню в Петрограде. Она безуспешно пыталась встретиться с Николаем II, который после отречения до августа 1917 года вместе с семьей содержался под домашним арестом в Царском Селе.
В феврале 1917 года княгиня вместе с детьми переезжает в Гатчину, а затем в Киев. Когда оставаться в Киеве стало невозможно, по разрешению Временного правительства она с семьёй перебралась в Крым, где жила в Дюльбере до 1919 года (некоторое время под домашним арестом) и была эвакуирована в ходе Крымской эвакуации 1919 года вместе с остальными членами императорской семьи на британском линкоре «Мальборо».

### Эмиграция
В 1919 году Ксения Александровна вместе с матерью и другими родственниками эмигрировала за границу. Сначала жила в Дании, затем, после смерти матери, переселилась в Англию. Георг V предоставил ей и детям в бесплатное пользование коттедж Фрогмор-хаус неподалёку от Виндзорского замка. При этом её мужу жить там запретили на том основании, что он ещё до Первой мировой войны изменял супруге.

### Кончина

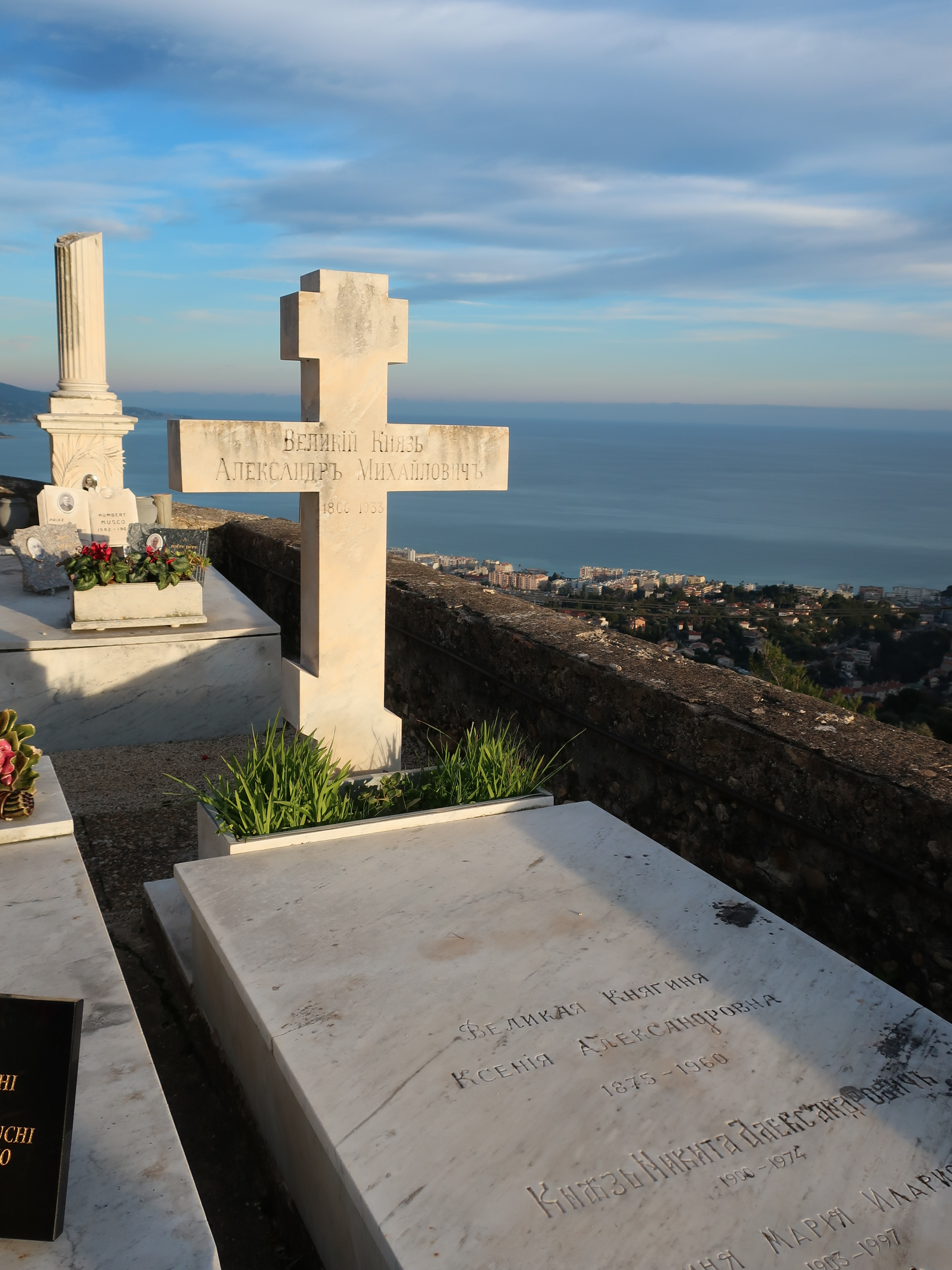
Франция. Могила Ксении Алексадровны (и её мужа).

Скончалась Ксения Александровна в апреле 1960 года в домике Уилдернесс-хаус на территории дворцового комплекса Хэмптон-Корт, куда переехала после смерти короля Георга V.
Согласно её предсмертной воле тело великой княгини было перевезено на юг Франции и 29 апреля 1960 года погребено на Рокбрюнском кладбище, рядом с любимым мужем, великим князем Александром Михайловичем.

## Частная жизнь

### Семья

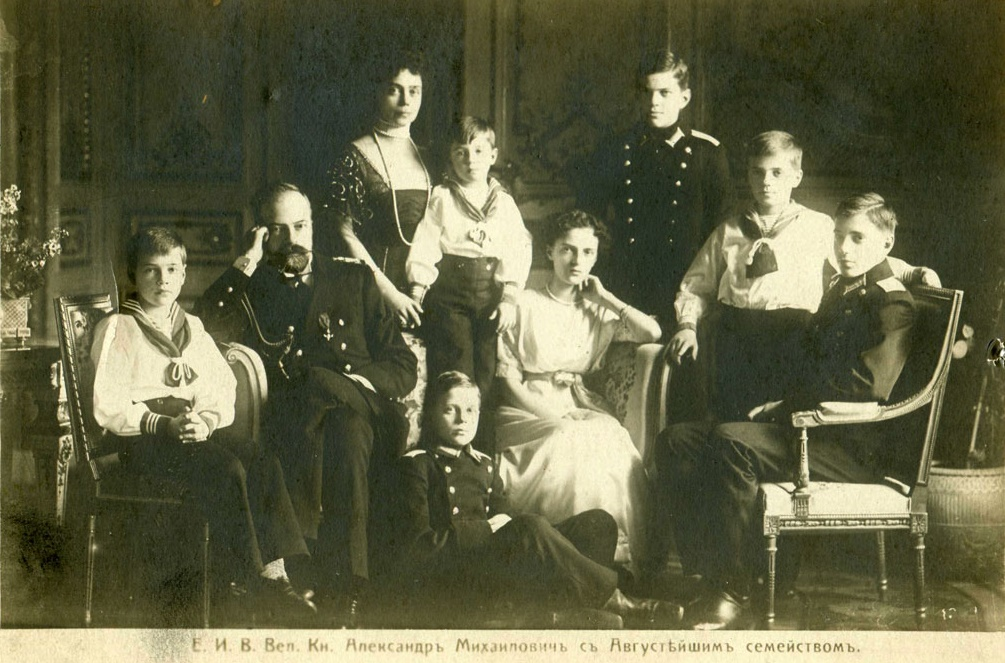
Семья Ксении и Александра, 1912—1913 гг.

Супруг: великий князь Александр Михайлович (1 [13] апреля 1866 — 26 февраля 1933), четвёртый сын великого князя Михаила Николаевича и Ольги Фёдоровны, внук Николая I.
Дети:
- Ирина (1895—1970), с 1914 — жена Феликса Феликсовича Юсупова-младшего (1887—1967).
  - Юсупова, Ирина Феликсовна (1915–1983)
- Андрей (1897—1981), первая жена — княгиня Елизавета Фабрициевна, урождённая Сассо-Руффо, княгиня Сант-Антимо (1887—1940). Вторая жена — княгиня Надин-Ада, урождённая Макдугалл (1908—2000).
  - князь Михаил Андреевич (1920—2008) — от первого брака
  - князь Андрей Андреевич (1923—2021) — от первого брака
  - княгиня Ксения Андреевна (1919—2000) — от первого брака
  - княгиня Ольга Андреевна (род. 1950) — от второго брака
- Фёдор (1898—1968), женат с 1923 года на княгине Ирине Павловне, урождённой Палей (1903—1990). Развелись в 1936 году.
  - князь Михаил Фёдорович (1924—2008).
- Никита (1900—1974), женат с 1922 года на княгине Марии Илларионовне, урождённой Воронцовой-Дашковой (1903—1997).
  - князь Никита Никитич (1923—2007),
  - князь Александр Никитич (1929—2002).
- Дмитрий (1901—1980), женат на княгине Марине Сергеевне, урождённой Голенищевой-Кутузовой (1912—1969). Развелись в 1947 году.
  - княгиня Надежда Дмитриевна (1933—2002).
- Ростислав (1902—1978), женат с 1928 года на княгине Александре Павловне, урождённой Голицыной (1905—2006). Развелись в 1944 году. Во втором браке с 1945 года женат на княгине Эйлис, урождённой Бэйкер (1923—1996). Развелись в 1951 году. В третьем браке (с 1954 года) женат на княгине Ядвиге-Марии, урождённой фон Шаппюи (1905—1997).
  - князь Ростислав Ростиславович (1938—1999) — от первого брака
  - князь Николай Ростиславович (1945—2000) — от второго брака
- Василий (1907—1989), женат с 1931 года на княгине Наталье Александровне, урождённой Голицыной (1907—1989).
  - княгиня Марина Васильевна (род. 1940).

## Архив
Имелся домашний архив, 95 документов, в 2012 году выкуплены на аукционе в Лондоне, в декабре 2017 года это собрание передано в дар ГАРФ.